# Ferdinand August Kaysser
Ferdinand August Kaysser (auch Kayser) (* 24. August 1808 in Frankfurt am Main; † 9. Juli 1873 ebenda) war ein deutscher Maurermeister und Kommunalpolitiker der Freien Stadt Frankfurt.
Kayser war Maurermeister in Frankfurt am Main. Am 25. Oktober 1848 wurde er in die Constituierende Versammlung der Freien Stadt Frankfurt gewählt. Er gehörte dem Gesetzgebenden Körper 1848, 1858 bis 1860 und 1862 bis 1866 an. 1860 bis 1866 war er Mitglied der Ständigen Bürgerrepräsentation. Von 1869 bis 1871 plante er das erste Palmengarten-Gesellschaftshaus, das 1877 bereits abbrandte.